# Oligonychus velascoi
Oligonychus velascoi är en spindeldjursart som beskrevs av Rimando 1962. Oligonychus velascoi ingår i släktet Oligonychus och familjen Tetranychidae. Inga underarter finns listade i Catalogue of Life.